# 閻月媚
閻月媚，一說名閻月娟。清末谢家福虚构的北宋宋徽宗的妃嬪。初封三水夫人，後為正三品婕妤。
閻婕妤有寵，靖康之變前，蔡京的長子蔡攸曾在辅佐童贯率师出征前，向宋徽宗點名求索她和另外一名妃嬪，作為以后得胜归来的獎賞。徽宗向蔡京说起此事，蔡京只得说：“小子无状（无礼）。” 
不久宋軍大敗，蔡攸被宋徽宗處決。靖康之變後，閻月媚為金军俘虏，押往金國送入洗衣院。